# Teuthowenia
Genre
Teuthowenia est un genre de calmars de la famille des cranchiidés. Il comprend 3 espèces.

## Espèces
- Teuthowenia maculata
- Teuthowenia megalops
- Teuthowenia pellucida